# Maccheroni (film)
Maccheroni è un film del 1985 diretto da Ettore Scola e con protagonisti Marcello Mastroianni e Jack Lemmon.

## Trama
Robert Traven, manager di una famosa industria aeronautica americana, torna a Napoli dagli Stati Uniti per lavoro dopo molti anni di assenza. Durante la seconda guerra mondiale l'uomo aveva avuto una relazione con una giovane donna del luogo, Maria Jasiello. Nell'albergo dove alloggia, gli si presenta Antonio, il fratello maggiore di Maria.
Robert però non lo riconosce, afflitto da un forte mal di testa, così come ha dimenticato gli eventi del passato. I due finiscono per insultarsi a vicenda e Antonio, deluso, se ne va.
Ripresosi, Robert, incuriosito, rintraccia Antonio e stabilisce con lui un rapporto cordiale, ricostruendo così la sua passata giovinezza. Antonio, per di più, lo porta a casa della sorella Maria: quest'ultima, ormai avanti con gli anni, nel tempo ha trovato marito, è divenuta madre ed anche nonna.
Nei tre giorni che trascorre a Napoli, Robert è sedotto dall'amicizia, bontà ed ammirazione che tutti gli manifestano, rendendosi conto dell'aridità della propria vita, dedicata esclusivamente al lavoro.
Robert dovrebbe tornare negli Stati Uniti, ma apprende che Antonio è sparito e si mette alla ricerca dell'amico per la città. Viene a sapere che Antonio sta facendo una questua fra i suoi conoscenti per mettere insieme cinque milioni di lire, che gli occorrono per salvare il proprio figlio Giulio, finito nel giro delle scommesse clandestine. Robert decide di intervenire personalmente: rintraccia Antonio e paga ai malviventi il debito di tasca propria.
Antonio è commosso per la generosità di Robert: ma il suo cuore non regge all'emozione e, già colpito al capo da uno dei malavitosi nel corso di una colluttazione, muore sulla spiaggia.
L'americano è sconvolto: passano alcune ore ed egli si troverà poi a casa Jasiello, dove tutta la famiglia è a tavola mentre, nella stanza a fianco, è stata allestita la camera ardente. I maccheroni fumanti sono pronti sul tavolo, ma tutti guardano in silenzio l'orologio di casa appeso alla parete: la ragione è da ricercarsi nel fatto che già due volte, in passato, Antonio era stato dato per morto e poi, alle 13 in punto, aveva misteriosamente ripreso vita mentre tutti erano a tavola.

## Riconoscimenti
- Globi d'oro - 1986
  - Miglior attore a Marcello Mastroianni
- Ciak d'oro - 1986
  - Candidatura a miglior attrice non protagonista a Daria Nicolodi e Isa Danieli
  - Candidatura a migliore sceneggiatura a Ettore Scola, Ruggero Maccari e Furio Scarpelli
- David di Donatello - 1986
  - Candidatura a miglior musicista ad Armando Trovajoli